# Ibrahim Alhassan Abdullahi
Ibrahim Alhassan Abdullahi (* 3. November 1996 in Kano) ist ein nigerianischer Fußballspieler.

## Karriere

### Verein
Abdullahi begann seine Karriere in der FC Heart Academy. Im Januar 2016 wechselte er zu den Wikki Tourists. Zur Saison 2016/17 wechselte er zu Akwa United. Für Akwa erzielte er bis zum 32. Spieltag zwölf Treffer.
Im August 2017 wurde er an den österreichischen Bundesligisten FK Austria Wien verliehen.
Zur Saison 2018/19 hätte er nach Portugal zu Marítimo Funchal wechseln sollen. Obwohl der Wechsel von Marítimo bereits verkündet worden war, kam er schlussendlich doch nicht zu Stande und so wechselte er im Juli 2018 statt zu Marítimo Funchal zu Nacional Funchal. Sein erstes Spiel in der Primeira Liga absolvierte er im August 2018 gegen Sporting Braga.

### Nationalmannschaft
Abdullahi nahm mit Nigeria 2015 an der U-20-Afrikameisterschaft teil, die man gewann.
Im Juni 2017 debütierte er für die A-Nationalmannschaft, als er in einem inoffiziellen Testspiel gegen Togo in der 83. Minute für Mikel Agu eingewechselt wurde. Sein Debüt in einem offiziellen Spiel gab er im August 2017, als er im Qualifikationsspiel zur African Nations Championship 2018 gegen Benin in der 57. Minute für Rabiu Ali ins Spiel gebracht wurde.